# Clematis affinis
Clematis affinis är en ranunkelväxtart som beskrevs av St.-hil.. Clematis affinis ingår i släktet klematisar, och familjen ranunkelväxter. Inga underarter finns listade i Catalogue of Life.